# Pakis (Tambakromo)
Pakis is een bestuurslaag in het regentschap Pati van de provincie Midden-Java, Indonesië. Pakis telt 1755 inwoners (volkstelling 2010).